# Joseph Projectus Machebeuf

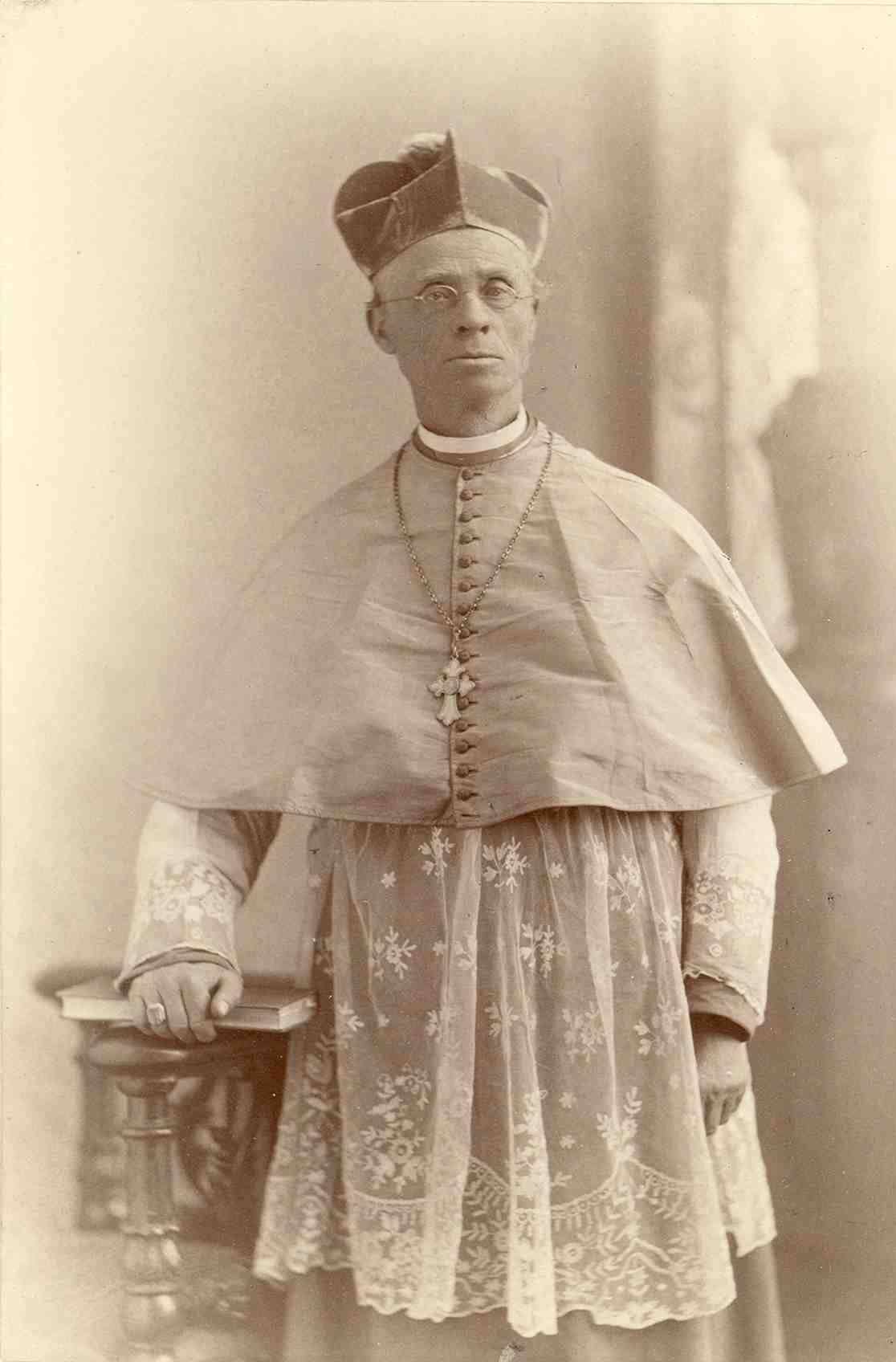
Joseph Projectus Machebeuf

Joseph Projectus Machebeuf (französisch Macheboeuf) (* 11. August 1812 in Riom, Frankreich; † 10. Juli 1889 in Denver, Vereinigte Staaten) war ein französischer römisch-katholischer Geistlicher in den Vereinigten Staaten und der erste Bischof von Denver.

## Leben
Machebeuf empfing am 21. Dezember 1836 durch den Bischof von Clermont, Louis-Charles Féron, das Sakrament der Priesterweihe.
1839 emigrierte er in die Vereinigten Staaten, wo er in verschiedenen Pfarrgemeinden in Ohio, New Mexico und Colorado wirkte.
Mit der Errichtung des Apostolischen Vikariats von Colorado und Utah durch Papst Pius IX. wurde Machebeuf 1868 zu dessen erstem Apostolischen Vikar sowie zum Titularbischof von Epiphania in Cilicia ernannt. Die Bischofsweihe spendete ihm am 16. August desselben Jahres der Erzbischof von Cincinnati, John Baptist Purcell. Mitkonsekratoren waren Louis Amadeus Rappe, Bischof von Cleveland, und Louis De Goesbriand, Bischof von Burlington. 1879 änderte Machebeufs Wirkungsstätte ihren Namen auf Apostolisches Vikariat Colorado, ehe es am 16. August 1887 unter Leo XIII. als Bistum Denver benannt und der Kirchenprovinz Santa Fe unterstellt wurde, womit Machebeuf zum Bischof von Denver wurde.